# Radko Tásler (geolog)
Radko Tásler (29. srpna 1925 Police nad Metují – 19. prosince 2003 Trutnov) byl český geolog specializující se na permokarbon. Patřil mezi významné mapující geology, mapoval permokarbonské pánve.

## Životopis
Studoval v Praze. V letech 1948–1998 pracoval v Ústředním ústavu geologickém – České geologické službě. Vedl výzkum svrchnopaleozoických pánví včetně zhodnocení uhelných zásob. Spolupracoval na geologických mapách publikovaných v Geologickém atlasu ČSSR (1966) a Atlasu Československé socialistické republiky (1966). V roce 1979 byla vydána pod jeho vedením publikace Geologie české části vnitrosudetské pánve. V roce 1993 jako nestor České geologické služby publikoval monografii Ústřední ústav geologický v době komunistické vlády.

## Zajímavosti
Od roku 1943 byl členem České astronomické společnosti. Při mapování podkrkonošského permokarbonu využíval k pobytu svou chalupu v Horních Lysečinách, víkendové a prázdninové pobyty na chalupě přivedly jeho dva syny – Radka a Pavla – ke speleologii.

### Biografie
- Prouza, Vladimír. RNDr. Radko Tásler sedmdesátiletý : 70th birthday of RNDr. Radko Tásler. Věstník Českého geologického ústavu (Bulletin of the Czech Geological Survey). Roč. 70, č. 4 (1995), s. 41.